# Edgar Puaud
Edgar Joseph Alexandre Puaud (29 de octubre de 1889, Orléans, Francia - Białogard, Tercer Reich, 5 de marzo de 1945) fue un militar francés, oficial del Ejército Francés que, en 1945, se convirtió brevemente en comandante de la División SS Charlemagne, una unidad francesa de las Waffen-SS. También comandó la Legión de Voluntarios Franceses Contra el Bolchevismo de la Wehrmacht, ambas al servicio de la Alemania nazi.

## Biografía

### Primeros años y Primera Guerra Mundial
Puaud nació en Orléans y se unió al Ejército francés como soldado raso en 1909. Hacia 1914 era sargento y fue seleccionado para asistir a la academia militar en Saint-Maixent para entrenamiento de oficiales. Al estallar la Primera Guerra Mundial, sin embargo, él y otros "aspirantes" recibieron comisiones de inmediato. Durante el curso de la guerra fue ascendido de subteniente a capitán y ganó la Croix de guerre y la Legión de Honor. Después de 1918 sirvió con el Ejército Francés de ocupación en Renania, luego con la Legión Extranjera Francesa en Marruecos, Siria y la Indochina francesa.

### Segunda Guerra Mundial
Para 1939 era un mayor, establecido en Septfonds en el suroeste de Francia, y como resultado no vio acción durante la invasión alemana de 1940. Después de la derrota francesa en 1940, sirvió en el muy reducido "Ejército de Armisticio" en la Francia de Vichy.
Después de la invasión alemana de la Unión Soviética en junio de 1941, Puaud aceptó el argumento colaboracionista de que el bolchevismo era una amenaza mayor para los intereses franceses que los alemanes. En octubre de 1941, se unió a la Legión de Voluntarios Franceses Contra el Bolchevismo (Legion des Volontaires Français Contre le Bolchevisme, LVF) como comandante del batallón. 
El LVF no era una unidad del Ejército Francés y no estaba bajo el control del gobierno francés de Vichy. Formaba parte del Ejército alemán y se conocía oficialmente como Regimiento de Infantería 638. Tenía dos batallones de 2.271 hombres con 181 oficiales y un personal adicional de 35 oficiales alemanes. Lucharon cerca de Moscú en noviembre de 1941 como parte de la 7.ª División de Infantería. El LVF perdió a la mitad de sus hombres en acción o por congelación. En 1942, los hombres restantes fueron asignados a la guerra de seguridad alemana, primero alrededor de Bryansk y luego en Ucrania. 

### Comandante designado
En septiembre de 1943, Puaud, ascendido a General de Brigada (brigadier), fue nombrado comandante de la LVF. En julio de 1944, los alemanes decidieron que todos los voluntarios extranjeros que lucharan en el Ejército alemán fueran transferidos a las ￼￼Waffen-SS￼￼. En septiembre de 1944, una nueva unidad, la Waffen-Grenadier-Brigade der SS "Charlemagne" se formó a partir de los restos de la LVF y la Sturmbrigade francesa, que se disolvieron. Se unieron a ellos los colaboradores franceses que huían del avance aliado en el oeste, así como los franceses de la Armada alemana, el Cuerpo de Motoristas Nacionalsocialistas (NSKK), la Organización Todt y la detestada policía de seguridad, Milice française. La formación lleva el nombre del rey Franco y el Emperador alemán Carlomagno. Puaud recibió el rango de Oberführer de las Waffen-SS. Aunque Puaud era el comandante oficial, el control real fue ejercido por el SS-Brigadeführer Gustav Krukenberg, quien hablaba francés con fluidez.
Después de pasar el entrenamiento a fines de 1944, la Brigada de Carlomagno fue ascendida a una división, con el título 33 Waffen-Grenadier-Division der SS "Charlemagne" (französische Nr 1), Krukenberg fue designado para comandar la división, mientras que Puaud fue el Comandante nominal francés.

### 1945
En febrero de 1945, la división fue enviada al combate contra el avance del Ejército Rojo en Pomerania. Vio acción alrededor de Hammerstein, Köslin (Koszalin) y Kolberg (Kołobrzeg) en la costa báltica. Las fuerzas soviéticas dividieron la fuerza francesa en tres bolsillos. Un grupo al mando de Krukenberg sobrevivió. Fue evacuado de la costa por la Armada alemana a Dinamarca y luego enviado a Neustrelitz para su reparación; El segundo grupo con Puaud fue destruido por la artillería soviética y el tercer grupo intentó luchar para regresar al oeste, pero el 17 de marzo todos habían sido capturados o asesinados en acción. En la noche del 4 al 5 de marzo de 1945, Puaud fue gravemente herido en el combate, fueron a dejarlo a Greifenberg (Gryfice), donde lo dejaron en una posada con otros soldados heridos, pero lo dejaron a medio camino y murió allí. Se desconoce su destino exacto. Según otras fuentes, fue capturado por soldados soviéticos y ejecutado después de enterarse de que era un colaborador.

## Condecoraciones
- Comandante de la Legión de Honor.
- Cruz de guerra (1914-1918). (7 citas)
- Cruz de guerra de teatros de operaciones extranjeras. (3 citas)
- Cruz de legionario con palma.
- Medalla de Herido.
- Comandante de la Cherifian alauita de Ouissam.
- Cruz de Hierro, 2.ª y 1.ª clase.
- Cruz al Mérito de Guerra, con espadas.